# Киевская детская железная дорога
 Киевская детская железная дорога  (укр. Київська дитяча залізниця) — детская железная дорога (ДЖД), а также учреждение внешкольного образования в Киеве, в котором дети проходят подготовку по железнодорожным специальностям. Находится в Сырецком парке.

## История

### Подготовка и строительство
К открытию дороги была построена петля длиной 1,9 км. В месте, где сходились обе её ветви, была сооружена станция «Техническая» (позже — «Вишенка», ныне — «Железнодорожная»). Помимо одного главного пути на ней имелся обгонный путь и один тупик со смотровой канавой. В петле имелось две платформы без путевого развития, тем не менее, гордо именовавшиеся станциями «Спортивная» (позже — «Яблонька», ныне — «Киев-Пассажирский детский») и «Пионерская». Последняя из них считалась главной станцией ДЖД.
2 августа 1953 года, в День железнодорожника, по Малой Юго-Западной прошёл первый поезд. Его провёл легендарный машинист-стахановец, Герой Социалистического труда, начальник Юго-Западной железной дороги — Пётр Фёдорович Кривонос вместе с юными машинистами Валерием Арятинским, Анатолием Стеценко и Вадимом Сухониным.
Но это было лишь открытие первой очереди Киевской ДЖД. В день первой годовщины Малой Юго-Западной, протяжённость детской железной дороги увеличилась более чем в полтора раза и достигла трёх с небольшим километров. (В разных источниках встречаются противоречивые версии относительно протяжённости Киевской ДЖД в те годы. Цифры колеблются от 4,5 до 6 км. Но никаких документальных подтверждений этих цифр найти не удалось. В то же время, по словам бывших юных железнодорожников 1960-х годов и посетителей ДЖД той поры, линия заканчивалась в дальнем углу парка, у пересечения улиц Дорогожицкой и Парково-Сырецкой. Измерение протяжённости такой линии по карте даёт результат 3,1-3,2 км.)
За этот год силами треста Мосторемтоннель был сооружён виадук для пропуска линии второй очереди через овраг. Для детской дороги это было грандиозное инженерное сооружение. Его длина составляет около 100 м, а высота 19,5 м — почти с пятиэтажный дом.

### Открытие нового участка
С открытием нового участка увеличилось и количество станций. К существовавшим ранее станциям добавилась новая — «Комсомольская». На ней не было разворотного треугольника, из-за чего паровоз так и продолжал ходить через рейс тендером вперёд. В остальном же путевое хозяйство Киевской ДЖД той поры можно считать образцовым. На пути имелась разметка, выполненная в соответствии со всеми требованиями Правил технической эксплуатации железных дорог и Инструкции по сигнализации. Кроме пикетных и километровых столбов были установлены даже указатели уклонов и радиусов кривых, знаки начала и конца торможения. Движение по дороге осуществлялось по электрожезловой системе. На станции «Пионерская», главной станции на тот момент, был установлен семафор с компенсатором и тросовым дистанционным приводом из помещения дежурного по станции. В конце 1950-х годов дорога получила в своё распоряжение ТУ1-001, один из двух построенных тепловозов этой серии, послужившей прототипом для ТУ2. А несколько лет спустя — ещё один тепловоз, ТУ2-021. Примерно тогда же старые деревянные вагоны были заменены цельнометаллическими вагонами «Pafawag».

### Застройка возле детской дороги
В конце 1960-х годов началась застройка местности Волейкив. В связи с этим встал вопрос о необходимости переноса детской железной дороги. Проект новой линии, в районе ВДНХ, не нашёл поддержки у местных властей, поскольку для его реализации нужна была вырубка 1400 деревьев, что для города, признанного самым зелёным в мире, было недопустимо. Было принято решение о сохранении ДЖД на прежнем месте, но со значительным укорачиванием. Не позднее 1972 года (а скорее всего ещё до 1969 года) участок линии от виадука до станции «Комсомольская» и сама станция были разобраны, а на их месте построена больница. Аллею, по которой проходила ДЖД, и фрагменты её насыпи до сих пор можно увидеть на территории больницы. Оставшийся участок пути сразу за мостом замкнули в кольцо. В этом месте образовался короткий, но весьма ощутимый уклон. Протяжённость линии сократилась до 2,8 км. При этом движение поездов осуществлялось как по большому, так и по малому кольцу. В 1986 году движение поездов по малому кольцу было закрыто, а путь использовался только для отстоя подвижного состава.

### Детская магистраль в конце 1980-х начале 1990-х
В середине 1980-х годов началось обновление парка подвижного состава Киевской ДЖД. Дорога получила четыре пассажирских вагона ПВ40. Но из-за слишком низкого уровня комфорта в сравнении с вагонами PAFAWAG, новые прослужили не долго. В 1991 году с Камбарского завода прибыло два тепловоза ТУ7А (номера 3192 и 3197). При этом на тепловозе ТУ7А № 3197 обнаружился заводской дефект дизеля, из-за чего локомотив несколько лет простоял на запасных путях. В 1992 году тепловоз ТУ1-001 выполнил свой последний рейс и тоже встал «на прикол».

### Тяжёлые времена в конце 1990-х начале 2000-х
После 1990-х годов для дороги настали тяжёлые времена, но усилиями начальника дороги Анатолия Яковлевича Мищенко и оставшихся инструкторов её удалось отстоять. Через некоторое время работавший со дня открытия дороги паровоз Гр-336 был выкуплен фирмой «Джерело» для катания иностранных туристов, а тепловоз ТУ1-001 встал на прикол. В 1999 году в новогоднюю ночь на станции «Пионерская» произошёл пожар — станционные здания и уникальный деревянный вокзал 1950-х годов были полностью уничтожены. В 1999 году была разобрана станция «Пионерская», порезан и сдан на металлолом уникальный тепловоз ТУ1-001. Зимой 1999—2000 гг. «охотники за цветными металлами» добрались и до тепловоза ТУ2-021, практически полностью разграбив его.

### «Возрождение» Киевской детской железной дороги
Лишь в 2001 году «чёрная полоса» Киевской ДЖД закончилась. Удалось восстановить тепловоз ТУ2-021. В обслуживающее тепловозы ДЖД локомотивное депо «Дарница» был доставлен резервный тепловоз ТУ2-165, который предназначался для КДЖД, но на неё так и не попал. К началу сезона 2001 года была восстановлена станция «Яблонька», на станции «Техническая» (переименованной в «Вишенку») началось строительство депо, был построен учебный корпус с 2 классами и компьютерным кабинетом. Были отремонтированы 3 вагона «Pafawag», но на четвёртый не хватило средств, и впоследствии он был вывезен..
За неделю до открытия летнего сезона 2005 года Киевская ДЖД распрощалась с тепловозом ТУ2-021. Его кузов был разрезан на три части и вывезен для сдачи в металлолом, а спустя год и резервный ТУ2-165 был возвращён в Гайворон. Эра ТУ2 на Киевской ДЖД закончилась. Но зато открытие сезона ознаменовалось другим, радостным, событием. В мае 2005 года, во многом благодаря усилиям бывшего юного железнодорожника 1950-х годов Анатолия Стеценко, на Киевскую ДЖД вернулся паровоз Гр-336. Тот самый, что открывал движение здесь более полувека назад, а на сегодняшний день является изюминкой столицы и выходит в рейс с ретро-составом по праздникам. Он прошёл серьёзный ремонт в локомотивном депо «Щорс», в ходе которого, кроме всего прочего, приобрёл очень необычную для паровозов ярко-красную раскраску.
В 2013 году на дорогу поступило 3 вагона ПВ40, из них был сформирован второй состав. Первоначально предполагалось обращение обоих составов со скрещением по станции «Яблонька», однако тогда эти планы не были реализованы.

### Грандиозная реконструкция в 2019-м
Весной 2019 года обновленная руками специалистов Юго-Западной железной дороги, детская магистраль порадовала горожан и гостей столицы многочисленными сюрпризами. Крупнейшие из них — это вокзал на станции «Киев-Пассажирский детский» (мини-копия центрального городского вокзала) и старинный паровоз на гранитном постаменте у входа в парк. В помещении вокзала разместились помещения дежурного по станции, билетные кассы, дикторская, административные помещения, а также музей истории Юго-Западной железной дороги, который могут посетить все желающие. К старту нового сезона на детской магистрали железнодорожники полностью обновили пассажирские платформы на станциях «Железнодорожная» и «Киев-Пассажирский детский» (бывшие «Вишенка» и «Яблонька»), причем обе платформы впервые в сети детских железных дорог Украины получили специальную инфраструктуру для безбарьерного доступа пассажиров.
На всей протяженности детской железной дороги (а это 3,7 км) построили девять современных и безопасных пешеходных переходов. Появился также новый железнодорожный переезд с звуковой и световой сигнализацией и новая детская площадка, которая, несомненно, нравится детворе. Капитально отремонтирован подвижной состав малой магистрали, тяговый и вагоны, а также путевое хозяйство, устройства СЦБ, кассовые залы. Если цвет паровоза вернули к историческому черно-белому, то интерьер шести пассажирских вагонов осовременили с помощью LED-освещения, современных информационных мониторов и систем оповещения пассажиров.
Приятным подарком для воспитанников столичной детской железной дороги стали капитально отремонтированные учебные аудитории с интерактивными досками и современной мебелью, теплосберегающими окнами и дверями, обновленное помещение локомотивного депо, а также полное зарежимливание территории малой магистрали с введением специальных пластиковых карт для входа на служебную территорию. Киевская детская железная дорога стала рекордсменом мирового уровня: здесь имеется копия действующего железнодорожного вокзала, чего нет на других детских магистралях. Коснулись изменения и маршрута: время в пути составляет 30 минут, протяженность маршрута — 5,6 км. В 2020 году на дорогу передали 3 вагона ПВ40 из Харькова.
В начале 2025 года на дорогу перевезли тепловоз ТУ2-144 с Запорожской детской железной дороги.

## Подвижной состав
- Локомотивы: паровоз Гр-336; тепловозы ТУ7А-3192, ТУ7А-3197, ТУ2–144
- Вагоны: пассажирские: 4 вагона «Pafawag» (из них 1 — Люкс, 1 — Резерв), 7 вагонов ПВ40 (из них 2 — ретро, 1 — пати); грузовые: 2 вагона-платформы, крытый вагон
- Узкоколейная ручная дрезина

Ранее были: тепловозы ТУ1-001, ТУ2-021; 6 двухосных пассажирских вагонов, 8 вагонов «Pafawag», 4 вагона ПВ40 (к настоящему времени списаны). 2 вагона ПВ40 в ноябре 2022 года переданы на Гайворонскую узкоколейную железную дорогу.

## Инфраструктура
СЦБ и связь:
- Автоблокировка
- Поездная, станционная и диспетчерская радиосвязь
- Радиофикация станций

Искусственные сооружения:
- Виадук (длина 100 м, высота 19,5 м.) [1]

## Учебно-производственная работа
Для обучения юных железнодорожников на детской дороге имеется 4 учебных аудитории с интерактивными досками и компьютерами. На территории локомотивного депо имеются действующие макеты светофоров, стрелочного перевода, перехода переезда, макеты сцепных устройств и ходовой части. Состав юных железнодорожников разделен на 6 смен. Каждой сменой руководит мастер производственного обучения.

## Движение поездов
Движение поездов на детской железной дороге производится:
- май — август: с четверга по воскресенье;
- сентябрь — ноябрь: по субботам и воскресеньям;
- декабрь — январь: по субботам и воскресеньям, а во время каникул — с четверга по воскресенье.

Время работы:
- Четверг, пятница — с 10:30 до 17:10;
- Суббота, воскресенье — с 10:30 до 18:50

## Совет юных железнодорожников
Совет юных железнодорожников является руководящим органом самоуправления детской железной дороги, который следит за работой смен, прохождением практики и теоретического обучения юными железнодорожниками, организовывает мероприятия, принимает решения, связанные с работой юных железнодорожников. Совет собирается среди самых активных юных железнодорожников всех смен детской железной дороги.

## Галерея
- Станция "Киев-Пассажирский детский"